# 达乌拉斯
达乌拉斯（法語：Daoulas，法語發音：[daulas]）是法国菲尼斯泰尔省的一个市镇，位于该省中部偏西北，属于布雷斯特区。

## 地名
该地名“Daoulas”发音为[daulas]，根据实际发音其应译作“达乌拉斯”，《世界地名翻译大辞典》与《世界地名译名词典》将其误译作“杜拉斯”。

## 地理
达乌拉斯（48°21'39"N, 4°15'35"W）面积5.42 平方千米，位于法国布列塔尼大區菲尼斯泰尔省，该省份为法国最西部的省份，位于布列塔尼半岛西部，北西南三面环大西洋，东临阿摩尔滨海省和莫尔比昂省。
与达乌拉斯接壤的市镇（或旧市镇、城区）包括：迪里农、奥皮塔康夫鲁、伊尔维亚克、洛戈纳达乌拉斯、圣于尔班。

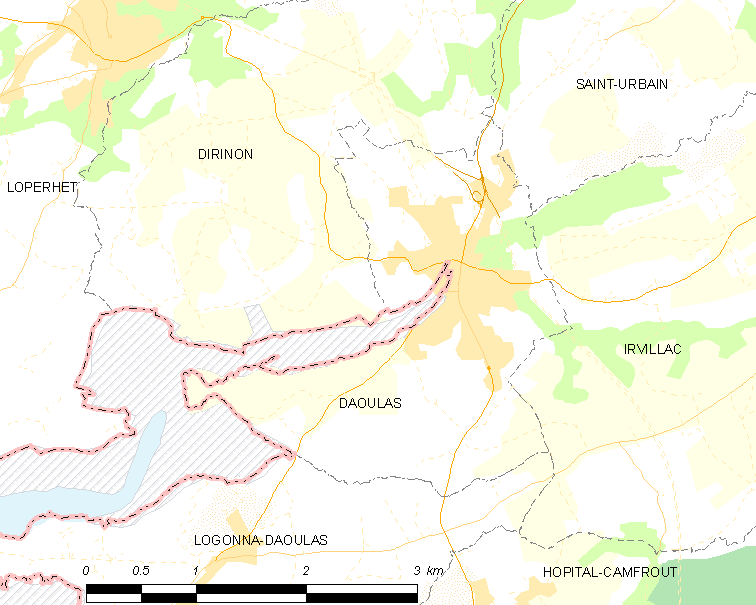
达乌拉斯的OSM定位图

达乌拉斯的时区为UTC+01:00、UTC+02:00（夏令时）。

## 行政
达乌拉斯的邮政编码为29460，INSEE市镇编码为29043。

## 政治
达乌拉斯所属的省级选区为蓬德比莱基梅尔县。

## 人口

1962-2008年间达乌拉斯人口变化图示

达乌拉斯于2022年1月1日时的人口数量为1835人。